# Alexandra (Südafrika)
Alexandra (kurz auch Alex) ist ein administrativer Bestandteil der Metropolgemeinde City of Johannesburg in der südafrikanischen Provinz Gauteng. Er war während der Apartheid einer der wenigen Stadtteile Johannesburgs, die von Schwarzen bewohnt wurden. Alexandra gehört zu den ärmsten Vierteln der Stadt.

## Geographie

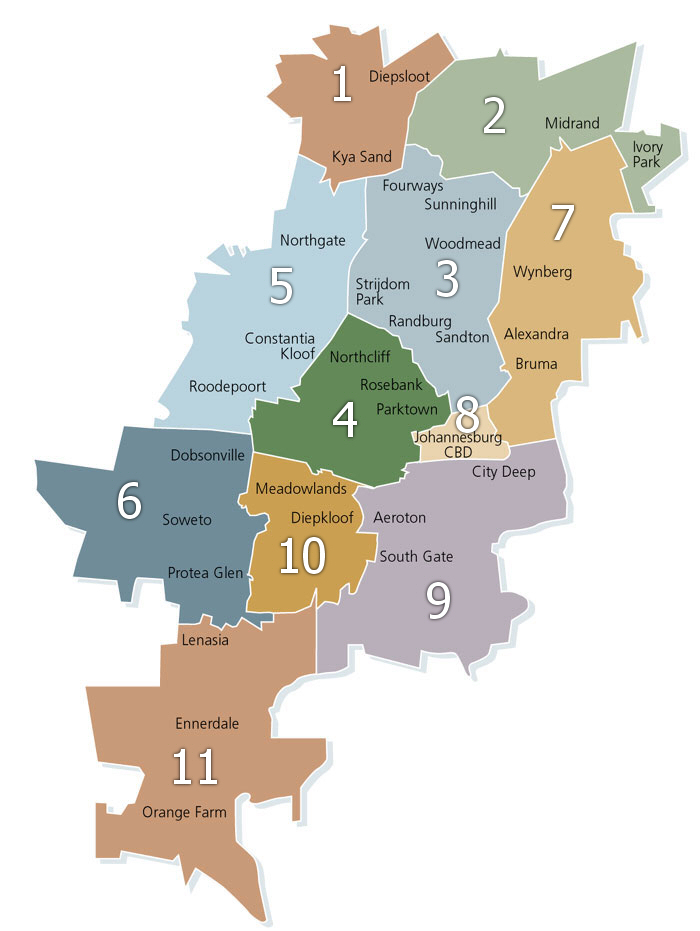
Einteilung der Stadtbezirke Johannesburgs bis 2006

Alexandra liegt etwa elf Kilometer nördlich des Johannesburger Zentrums am Fluss Jukskei. Wenige Kilometer entfernt befindet sich der aufstrebende Stadtteil Sandton. Alexandra grenzt an die Stadtteile Wynberg im Westen, Marlboro und Kelvin im Norden und Kew, Lombardy West und Lombardy East im Süden.
Alexandra ist rund acht Quadratkilometer groß und hat offiziell 179.624 Einwohner (Stand 2011). Damit beträgt die Bevölkerungsdichte etwa 22.000 Menschen pro Quadratkilometer. Alexandra gehört zur Region E in Johannesburg, die bis zur Verwaltungsreform 2006 Bezirk 7 hieß.

## Geschichte
Ursprünglich gehörte das Gebiet des heutigen Stadtteils dem Landwirt Papenfus, der es nach seiner Ehefrau Alexandra benannt hatte. Er plante ab 1904, ein Wohnviertel für Weiße zu errichten. Aufgrund der Entfernung zum Johannesburger Zentrum blieb er aber erfolglos. Alexandra wurde daher 1912 als Township für „Eingeborene“ errichtet. Erst im Folgejahr wurde in Südafrika der Natives Land Act proklamiert, der Schwarzen den Grundbesitz in zahlreichen Städten verweigerte. Da Alexandra bereits gegründet war, konnten Schwarze hier weiterhin Land erwerben.
1916 lebten bereits rund 30.000 Menschen in Alexandra. Da weder das neugegründete Alexandra Health Committee noch die Stadtverwaltung von Johannesburg die Verantwortung trugen, gab es in dieser Zeit keine administrative Führung in dem Stadtteil.
Mit dem Sieg der National Party bei den Parlamentswahlen 1948 und dem Beginn der Apartheidspolitik wurde Alexandra der damaligen „Behörde für Eingeborenenangelegenheiten“ unterstellt. Hauptziel war die Eingrenzung der Bevölkerungszahl und die Enteignung von Grundbesitzern. Eine Räumung wie im Stadtteil Sophiatown fand nicht statt, jedoch mussten rund 50.000 Bewohner zwangsweise nach Tembisa und Soweto umziehen. Ein Plan, großräumig Häuser für Familien durch Ledigenwohnheime zu ersetzen, wurde 1979 aufgegeben.
Am 7. Januar 1957 begann der Alexandra-Bus-Boykott, auch Azikwelwa (deutsch: Wir werden nicht fahren), der als eine der wenigen erfolgreichen Kampagnen gegen das Apartheidsregime gilt. Nachdem der Fahrpreis erhöht worden war, wurden Busse in Alexandra boykottiert. Stattdessen liefen viele Menschen die Strecken täglich zu Fuß. Bewohner weiterer Stadtteile Johannesburgs und Pretorias schlossen sich dem Boykott an. Im Juni 1957 wurde die Preiserhöhung zurückgenommen.
Im Zuge des Aufstands in Soweto, der am 17. Juni 1976 auf Alexandra übergegriffen hatte, wurden dort 19 Menschen getötet. In der Folge wurde die Repressionspolitik gegen die Bewohner etwas abgemildert. So wurde das Wohnrecht der Schwarzen anerkannt. 1982 erhielt der Stadtteil den Status eines Wohngebiets, und das Alexandra Liaison Committee unter Führung von Reverend Buti wurde mit der Verwaltung des Stadtteils beauftragt.
Im Februar 1986 fanden die Alex Six Days statt. Bei diesen Unruhen wurden 40 Menschen getötet. Die örtliche Verwaltung brach zusammen und wurde teilweise durch informelle Strukturen wie Volksgerichte ersetzt. Im Juni rückten Truppen ein, die die Ordnung jedoch langfristig nicht sichern konnten. 13 örtliche Anführer wurden wegen Hochverrat angeklagt. Es kam weiterhin zu Unruhen.
1991 bis 1992 gab es nach weiteren Konflikten erste erfolgreiche Friedensinitiativen. Mit dem Ende der Apartheid 1994 entspannte sich die Lage.
2000 wurde das Alexandra Renewal Project (deutsch: „Alexandra Erneuerungsprojekt“) initiiert. Es führte zu Konflikten zwischen Einwohnern und Unternehmen wie einer Müllentsorgungsfirma im benachbarten Marlboro.
Im Mai 2008 begann eine landesweite Serie ausländerfeindlicher Angriffe, vor allem auf Simbabwer, in Alexandra.

## Söhne und Töchter des Stadtteils
- Zacks Nkosi (1919–1978), Jazz- und Unterhaltungsmusiker
- Alf Khumalo (1930–2012), Fotograf
- David Koloane (1938–2019), Künstler
- Barney Rachabane (1946–2021), Jazzmusiker
- Matsemela Manaka (1956–1998), Theatermacher
- Solly Shoke (* 1956), Militärbefehlshaber
- Thabo Makgoba (* 1960), anglikanischer Erzbischof
- Mark Mathabane (* 1960), Schriftsteller und Tennisspieler
- Brian Baloyi (* 1974), Fußballspieler
- Benson Mhlongo (* 1980), Fußballspieler

## Persönlichkeiten, die in Alexandra lebten
- Nelson Mandela (1918–2013), früherer südafrikanischer Präsident
- Kgalema Motlanthe (* 1949), früherer südafrikanischer Präsident, heute Vizepräsident (nach manchen Quellen wurde er auch in Alexandra geboren)
- Samora Machel (1933–1986), früherer Präsident von Mosambik
- Joe Modise (1929–2001), früherer südafrikanischer Verteidigungsminister
- Hugh Masekela (1939–2018), südafrikanischer Musiker
- Mahlathini (1938–1999), südafrikanischer Musiker
- Mongane Wally Serote (* 1944), südafrikanischer Dichter